# مود جورين
مود جورين هي ممثلة كندية، ولدت في 11 يونيو 1965 في كندا.

## وصلات خارجية
- مود جورين على موقع IMDb (الإنجليزية)
- مود جورين على موقع قاعدة بيانات الفيلم (الإنجليزية)